# 明儒學案
《明儒學案》为中国第一部严格意义上的学术史专著，系统性地记载、总结论述明代学术思想之发展演变和流派，是明代思想史，哲学史，学术史的专著。作者是“明末清初三大思想家”之一的黄宗羲。在四庫全書之中為史部傳記類總錄之屬。

## 简介
《明儒學案》是黄宗羲的代表作之一，全书一共62卷，于康熙十五年（即公元1676年成书）。《明儒學案》以王守仁心学发端发展为主线，首篇《师说》提纲挈领全书。全书一共记载了有明一代210位学者。《师说》总纲之后，分别列出了十七个学案，大致依据时间先后推移次序和学术流派传承关系。每个学案都有较为固定的结构，拥有案序，传和语录；其中案序为概说该学派之基本情况，诸如该派的主要学术观点，主要代表人物，与其他学派的关系等等，传即是学者传记，语录即是收录该派名言至理并附有评论。
錢穆曾指出《明儒學案》不能作爲治明代儒學的最終憑籍。